# Julien Andavo Mbia
Julien Andavo Bule Ahuba Mbia (ur. 5 września 1950 w Faradje, zm. 14 lipca 2024) – kongijski duchowny rzymskokatolicki, w latach 2003–2024 biskup Isiro-Niangara.

## Życiorys
Święcenia kapłańskie przyjął 26 sierpnia 1979. Był m.in. ekonomem Wydziału Katolickiego w Kinszasie, wykładowcą teologii w Bunii oraz rektorem studiów filozoficznych seminarium w Kisangani.
1 lutego 2003 papież Jan Paweł II mianował go biskupem Isiro-Niangara. Sakry biskupiej udzielił mu 19 marca tegoż roku kard. Frédéric Etsou-Nzabi-Bamungwabi.